# Theatre of Tragedy (álbum)
Theatre of Tragedy es el álbum debut de la banda noruega homónima. El álbum vendió aproximadamente 75 000 copias.
Es considerado uno de los primeros álbumes de metal Gótico de la historia. Contiene líricas poéticas escritas en inglés moderno temprano, la combinación de voces de la "Bella (soprano) y la Bestia (guturales)", pianos, teclados atmosféricos, y ritmos lentos reminiscentes de los primeros trabajos de Paradise Lost.

## Lista de canciones
Todas las letras escritas por Raymond Rohonyi, toda la música compuesta por Theatre of Tragedy, excepto "...A Distance There Is..." letras por Raymond Rohonyi y Liv Kristine, Música por Kristine y Lorentz Aspen. 
| N.º | Título                              | Duración |  |
| 1.  | «A Hamlet for a Slothful Vassal»    | 4:05     |  |
| 2.  | «Cheerful Dirge»                    | 5:02     |  |
| 3.  | «To These Words I Beheld No Tongue» | 5:06     |  |
| 4.  | «Hollow-Heartèd, Heart-Departèd»    | 4:57     |  |
| 5.  | «...A Distance There Is...»         | 8:51     |  |
| 6.  | «Sweet Art Thou»                    | 3:58     |  |
| 7.  | «Mïre»                              | 4:08     |  |
| 8.  | «Dying - I Only Feel Apathy»        | 5:08     |  |
| 9.  | «Monotonë»                          | 3:10     |  |

## Sencillos
- «A Hamlet for a Slothful Vassal» - 4:05

## Miembros
- Raymond I. Rohonyi - Voz, Letras
- Liv Kristine - Voz
- Pal Bjastad - Guitarra
- Tommy Lindal - Guitarra
- Eirik T. Saltrø - Bajo
- Lorentz Aspen - Teclados
- Hein Frode Hansen - Baterías